# David Helldén

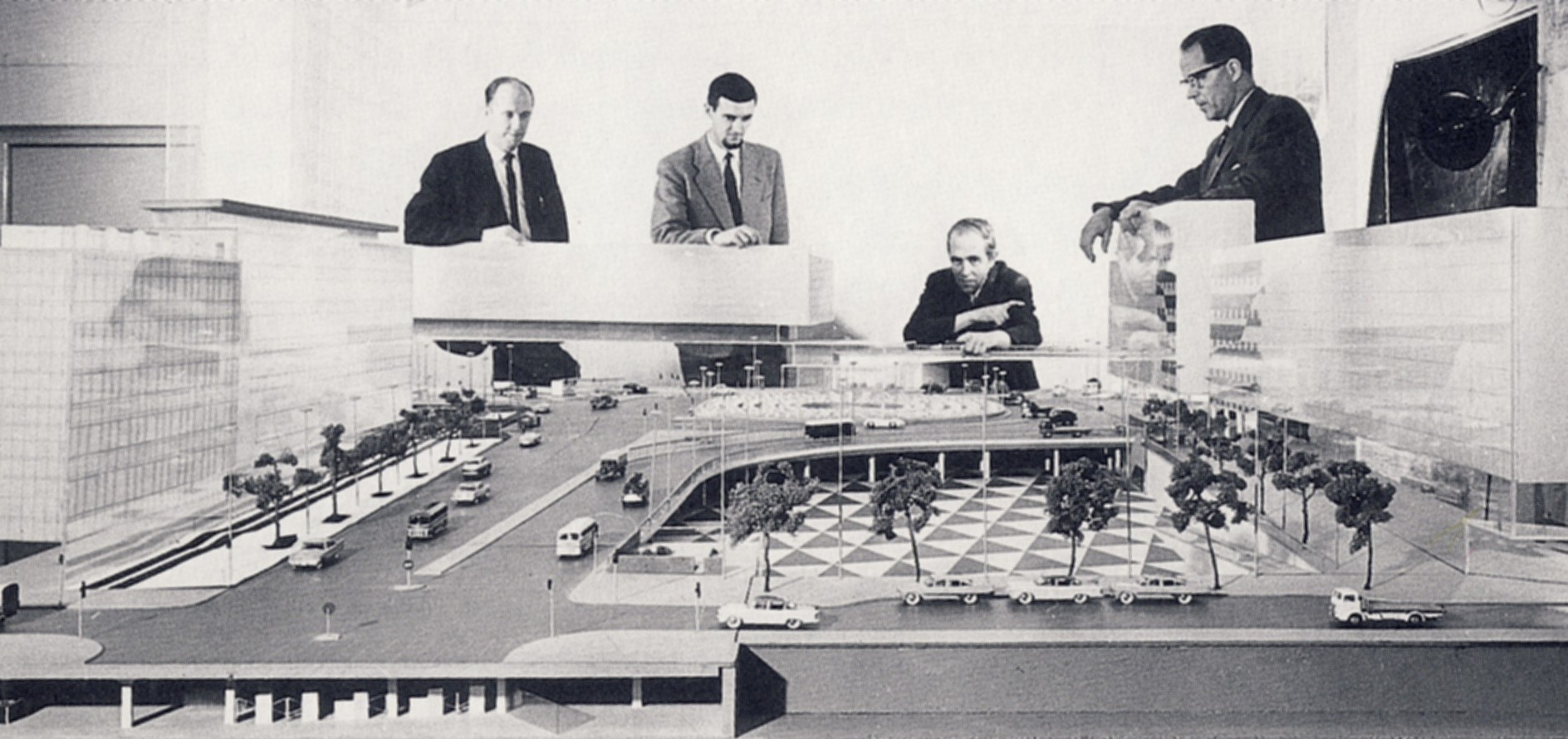
David Helldén (på huk i mitten), till vänster hans medarbetare Jörgen Kjærgaard. Modellen visar Sergels torg i Stockholm.

David Helldén, född 17 januari 1905 i Bollebygd, död  17 november 1990 i Oscars församling i Stockholm, var en svensk arkitekt.

## Utbildning och verk

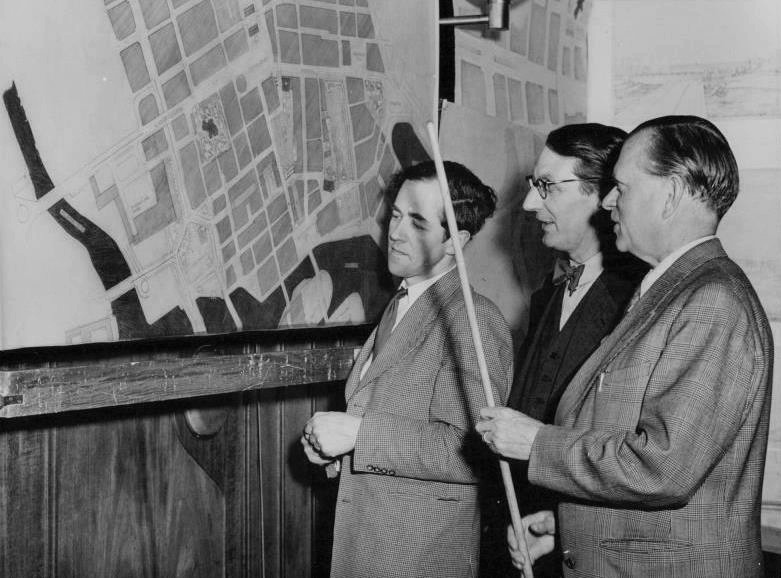
David Helldén, borgarrådet Yngve Larsson och arkitekten Sven Markelius framför en regleringsplan över Nedre Norrmalm som ingick i 1946 års cityplan.

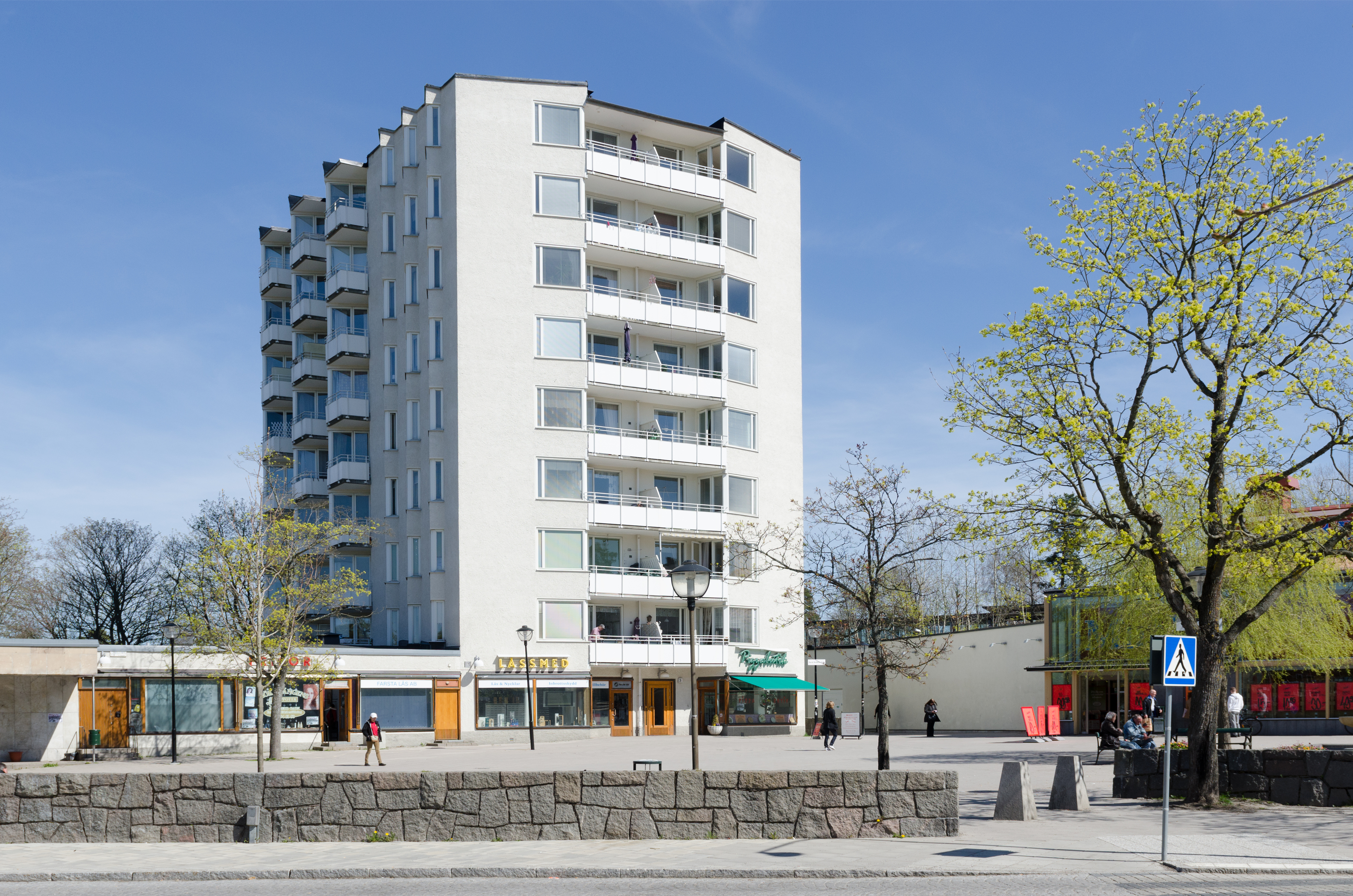
David Helldéns torg i Hökarängen centrum. Centrum ritades av Helldén och stod färdigt 1950.

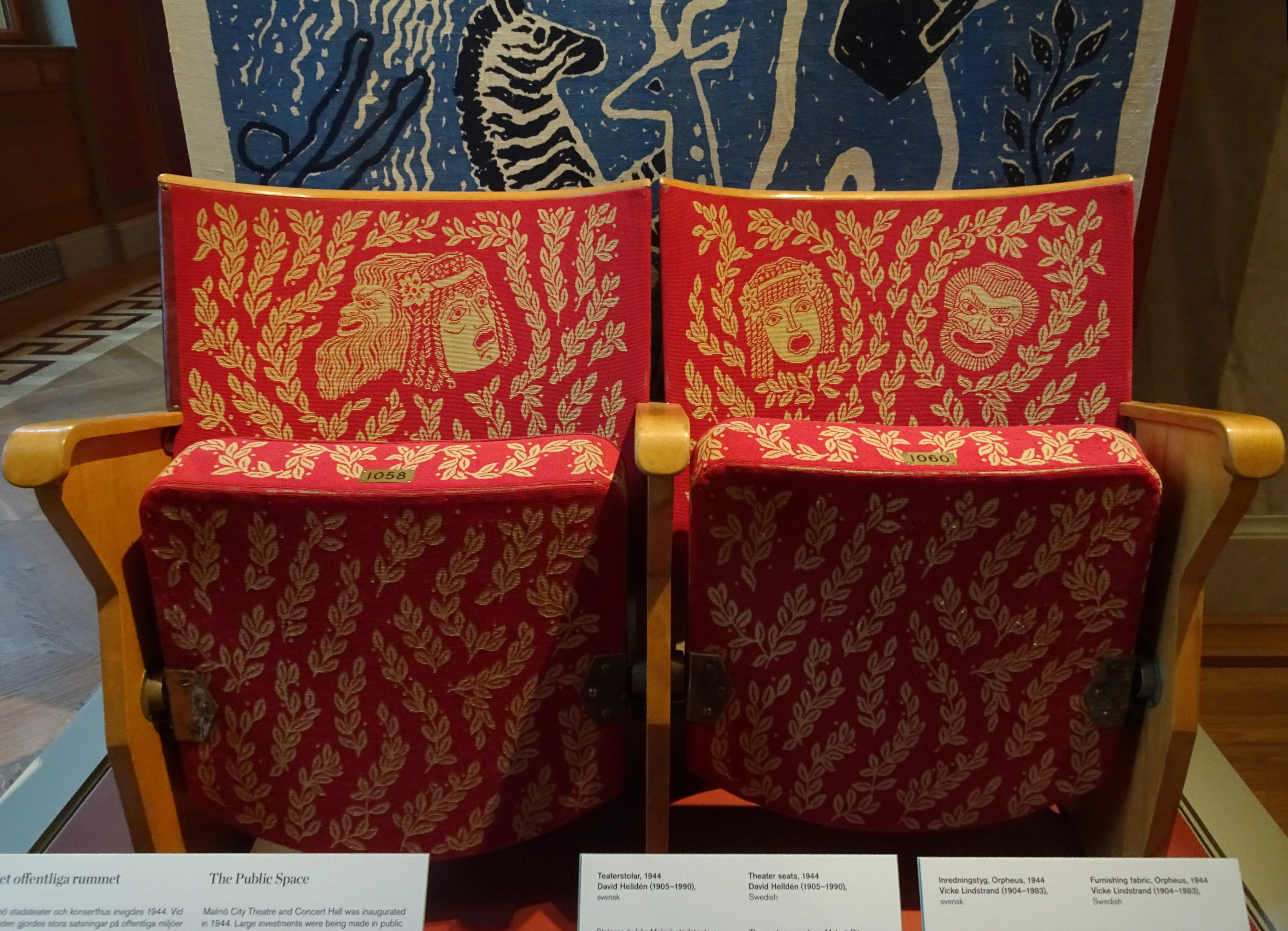
Helldéns teaterstolar för Malmö stadsteater, 1944. Utställda på Nationalmuseum, Stockholm.

David Helldén, som var son till kontraktsprosten Jakob Helldén och Maria Nordblom, tog studentexamen i Halmstad 1923  och flyttade sedan till Stockholm för att studera vid Kungliga Tekniska högskolan (examen 1927). Mellan 1929 och 1930 vidareutbildade han sig vid Kungliga Konsthögskolan. Helldén var anställd hos Erik Lallerstedt 1927–1935, och startade därefter ett eget arkitektkontor. Åren 1933–1944 samverkade han med Erik Lallerstedt och Sigurd Lewerentz i formgivningen av Malmö Opera i Malmö (då kallad Malmö stadsteater). 
År 1946 anställdes han av Sven Markelius på Stockholms stadsplanekontor, avdelning "Norrmalmskontoret", att utarbeta ett förslag till omgestaltning av Nedre Norrmalm. Det sändes på remiss och fick mycket kritik. Först 1953 kom beslutet och Helldén fick uppraget att rita det första av de fem Hötorgsskraporna (närmast Konserthuset) i Hötorgscity, som blev inflyttningsklar 1960. Han var även arkitekt för Hötorgshallen och Sergelteatern samt har tillsammans med Piet Hein gestaltat Sergels torg. Helldén finns representerad vid bland annat Nationalmuseum i Stockholm.
David Helldén är gravsatt i minneslunden på Skogskyrkogården i Stockholm.

## Byggnader i urval
- Malmö Opera (tidigare kallad Malmö stadsteater), Malmö, tillsammans med Sigurd Lewerentz och Erik Lallerstedt, 1933–1944
- Ribershus. Bostadshus, Malmö, 1937–1942
- Kilian Zollsgatan,  Malmö. Bostadshus tillsammans med Eric Sigfrid Persson 1939
- Bostadshus och affärscentrum, i Hökarängen, Stockholm 1944–1951
- Sjöskumspipan 4, Hökarängen, Stockholm, 1949–1952
- Stadsplanearbete nedre Norrmalm, Stockholm, 1946
- Hötorgscitys första höghuset och Hötorgshallen, Stockholm, 1955–1960
- Sergels torg, Stockholm, 1958–1960
- Geijerskolans huvudbyggnad, Ransäter, färdig 1963 [7]
- Södra huset, Stockholms universitet, Frescati, 1961–1973
- Telegrafbyggnad, inkl. senare tillbyggnad, Kvarngatan 34–36, Västervik